# Mylloceropsis
Mylloceropsis är ett släkte av skalbaggar. Mylloceropsis ingår i familjen vivlar.
Kladogram enligt Catalogue of Life:
| Mylloceropsis | \| \| Mylloceropsis foveatus \| \| \| \| \| \| Mylloceropsis nebulosus \| \| \| \| |
|               | \| \| Mylloceropsis foveatus \| \| \| \| \| \| Mylloceropsis nebulosus \| \| \| \| |
|               | Mylloceropsis foveatus                                                             |
|               |                                                                                    |
|               | Mylloceropsis nebulosus                                                            |
|               |                                                                                    |